# Samo Budna
Samo Budna, slovenski kantavtor in glasbenik iz Ljutomera, * 26. april 1975, Murska Sobota.

## Življenjepis
Rojen je bil v glasbeno družino, saj je njegova mama učiteljica violine in kitare. Na ljutomerski nižji glasbeni šoli Slavka Osterca se je učil igranja violine, kitare in klavirja. Po končani glasbeni šoli je svojo glasbeno pot začel kot violinist in vokalist v etnozasedbi Marko banda. Ta je bila ustanovljena leta 1990 kot podmladek Kociper-Baranja bande, njeni ustanovni člani pa so bili poleg Budne še Boštjan Rous, Andi Sobočan in Slavek Petek. Z njimi je izdal zgoščenko No. 1 (1997), sodelovali pa so tudi pri nastajanju plošče uglasbene prekmurske poezije Daleč je (1999) s pesmima »Z zlatim nasmehom« in »Gledam jo« (s svojim drugim bendom Posodi mi jürja je za isto ploščo prispeval pesmi »Pan« in »Mali plakat«). S skupino se je razšel po 14 letih, še vedno pa jim občasno priskoči na pomoč in nadomesti njihovega violinista, bil pa je tudi gost na koncertu ob njihovi 25-letnici.
Leta 1995 je s harmonikarjem Rihardom Zadravcem ustanovil etnorock bend Posodi mi jürja (pisano tudi Posodi mi jűrja), potem ko sta svoje moči združila na srednješolski zabavi. Kmalu so se jima pridružili še kitarist Sašo Lamut, basist Peter Beznec in bobnar Borut Horvat. V skoraj 15 letih delovanja so posneli dve plošči priredb Posodi mi jürja (1997) in Priredbe in izvedbe (1999), zadnja Ugasnite luči (2003) pa je bila avtorska. Skladbe zanjo je napisal Budna, ki je bil sicer violinist, kitarist in pevec skupine. Delati so pričeli tudi na četrti plošči Dober den, ki pa nikoli ni ugledala luči sveta.
Budna je tudi violinist Beltinške bande, v katero ga je po smrti Jančija Kocipra leta 1998 povabil Vlado Kreslin. Je tudi ustanovitelj in mentor Mlade beltinške bande, ki ravno tako ohranja prekmursko ljudsko izročilo in glasbo. Pri njihovi plošči je sodeloval kot producent in aranžer.
Na solistično pot se je podal leta 2008 in okrog sebe zbral nov spremljevalni bend. Leto pozneje je izšel njegov prvi samostojni album Manj je več (vidnejši singli: »Festival kiča«, »Komu boš rekla« in »Manj je več«), 2015 pa je sledil Za nazaj in za naprej, ki ga je produciral Jani Hace. Pri več pesmih (»Sanje so večne«, »Zate nocoj«, »Komu boš rekla« in »Sončna hiša«) je sodeloval s prekmurskim pisateljem Ferijem Lainščkom, ki je zanje prispeval besedila. S »Sončno hišo« je nastopil na Slovenski popevki 2011 in prejel nagrado za mladega perspektivnega avtorja ali izvajalca. 9. aprila 2016 je v domačem kraju Ljutomeru z velikim koncertom z gosti (Kreslin, Hamo, Rudi Bučar) proslavil 25 let glasbenega ustvarjanja, 17. maja pa je nastopil v oddaji Izštekani. S spremljevalno skupino, ki jo sestavljajo Kristjan Majcen (električna kitara), Davor Klarič (klavir, hammond), Rok Škrlj (bas, backvokal) in Jože Zadravec (bobni), nastopa pod imenom Samo Budna & Band.

## Diskografija

#### Marko banda
- 1997: No. 1

#### Posodi mi jürja
- 1997: Posodi mi jürja
- 1999: Priredbe in izvedbe
- 2003: Ugasnite luči

#### Solo
- 2009: Manj je več (Sedvex)
- 2015: Za nazaj in za naprej (Celinka)

#### Videospoti
- 2011: Dnevu se slabo piše[7]
- 2014: Kje si